# Scheepjeswol (familiebedrijf)
De geschiedenis van Scheepjeswol begon in 1799 toen Steven van Schuppen(1767-1850)  een wolkammerij startte. 

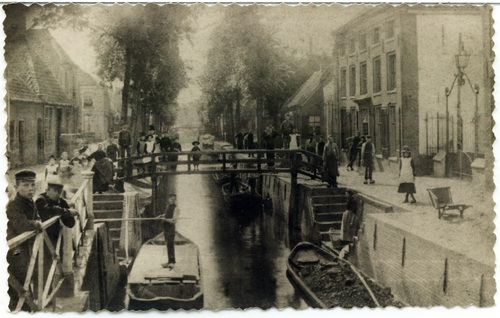
D.S. van Schuppen aan de Zandstraat Veenendaal in1890

In die tijd ligt ook het begin van de textielindustrie in Veenendaal. 
Toen op het einde van de 17e eeuw de turfwinning tot een einde kwam, werd in Veenendaal en omgeving de verwerking van schapenwol hoofdactiviteit. Wolkammen gebeurde in kleine bedrijfjes van wolkammersbazen. De wol werd gesponnen In thuisarbeid. De wolkammers zorgden er daarna voor dat de wol tot garen (sajet) werd getwijnd en werd geverfd. De sajet werd In Leiden geweven. Rond 1800 waren er in Veenendaal ongeveer 50 wolkammersbazen. Ongeveer 25% van de bevolking werkte in de textiel. 

## Bedrijf Van Schuppen, 1799-1855
Steven van Schuppen (1767-1850) begon als wolkammersbaas een bedrijf met 13 werknemers. Zijn familie kwam mogelijk oorspronkelijk uit Schuppinge of Schöppingen in Nordrhein Westfalen; vandaar zijn achternaam. 
Een beslissing in 1837 van Dirk Stevenszoon (1803 – 1855) om zijn gekamde wol in Leiden te laten spinnen, leidde tot arbeidsonrust in Veenendaal. Hij paste zijn plannen aan: de spinnerij bleef in Leiden maar de verdere bewerking -zoals twijnen, verven en weven- bleef in Veenendaal. Het weefgetouw werd aangedreven door een rosmolen waar een paard (ros) in de rondte liep. Ook de 1834 uitgevonden kammachine werd in gebruik genomen. Hij moderniseerde dus de productiemethoden.

## Firma Weduwe D.S. van Schuppen & zoon, 1855-1886
Zijn weduwe en zijn zoon Steven (1836-1885) zetten die modernisering voort. De naam van het bedrijf werd Weduwe D.S. van Schuppen en Zoon. De onderneming had succes: in 1850 waren er vijftig werknemers; in 1865 vijfenzestig en in 1885 driehonderd.

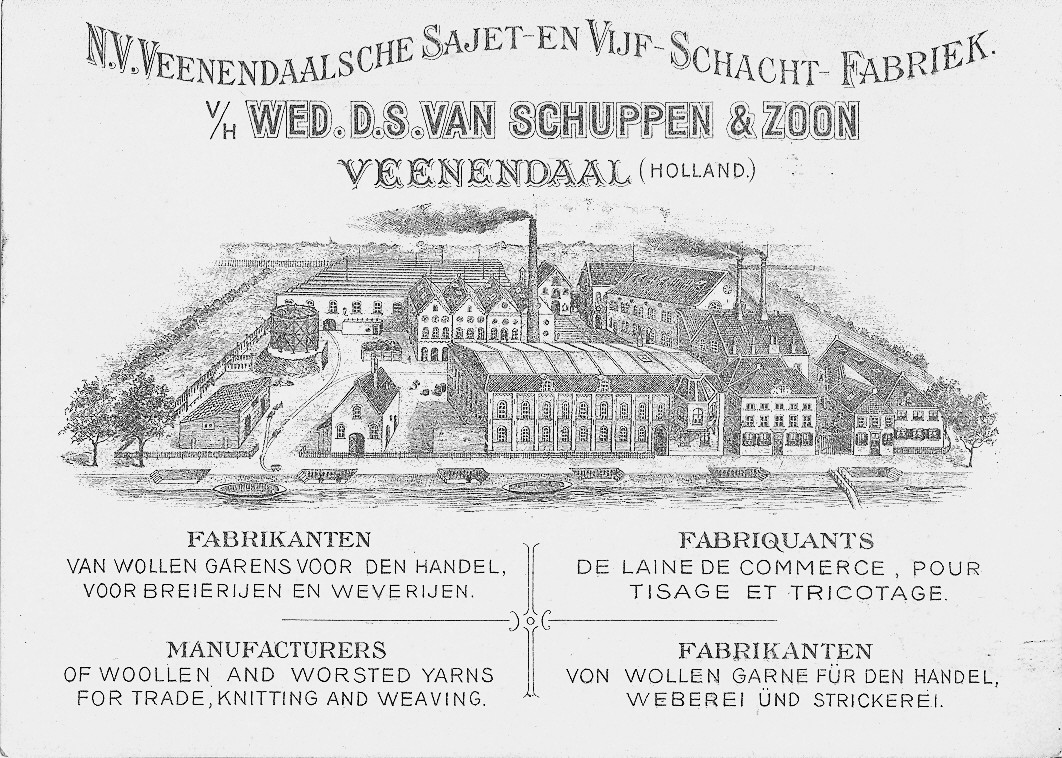
Scheepjeswol bedrijfsterrein rond 1900

In 1865 kwam de eerste stoommachine voor de aandrijving van kam- en spinmachines. Net als elders in Nederland werd huisnijverheid vervangen door een fabriekssysteem. In 1885 stopte de fabriek met weven. 

## Vof Weduwe D.S. van Schuppen & zoon, 1886-1906
Zowel Steven als zijn zoon D.S. zijn twee keer getrouwd en uit de vier huwelijken zijn kinderen geboren. Na Stevens overlijden in 1885 werd bij notariële akte in 1887 geregeld wie eigenaar waren van de fabriek. Dat waren er drie. Daarom werd de ondernemingsvorm omgezet in een vennootschap onder firma (Vof): Vof Weduwe D.S. van Schuppen en Zoon. Uit de drie eigenaren kwamen drie staken voort: die van Leinweber, Spruijt en Paulus. Binnen iedere staak waren meerdere eigenaars. Die mochten hun kapitaal in het bedrijf niet terugtrekken. Pogingen het bedrijf om te zetten in een familie-NV om zo meer inspraak te krijgen, slaagden uiteindelijk in 1906. De naam werd N.V. Veenendaalsche Sajet en Vijfschachtfabriek, v/h weduwe D.S. van Schuppen & Zoon. De aandelen waren gelijkelijk verdeeld over de drie staken evenals de invloed op de benoeming van commissarissen en directeuren.
Van Schuppen, ook Scheepjeswol genoemd, stond bekend om zijn goede arbeidsomstandigheden. Zieke arbeiders kregen een uitkering. Er kwam een pensioenfonds in 1888 voor werknemers die niet meer konden werken; later ook een weduwen- en wezenfonds. Vanuit het perspectief van de 21e eeuw waren ‘goede arbeidsomstandigheden’ nogal betrekkelijk: voordat in 1865 de stoommachine werd geïntroduceerd, duurde de werkdag van 5 uur ’s morgens tot 9 uur ’s avonds. Daarna was die tussen 6 uur ’s morgens en 7 uur ’s avonds. Telkens met 2 uur schafttijd. Zaterdag tot 1 uur ’s middags.

## N.V. Veenendaalsche Sajet en Vijfschachtfabriek, v/h Weduwe D.S. van Schuppen & zoon, 1906-1949

### 1906-1940
Directeur werd J.P.C. Leinweber (1864-1936), huisarts in Utrecht en kleinzoon van D.S. Van Schuppen. Ook uit de staak Spruijt werd een directeur benoemd maar die was dat titulair: hij mocht niet op de fabriek komen. In 1915 werd de directie statutair eenhoofdig. Twee commissarissen kwamen uit de twee andere staken.

Scheepjeswol was een middelgroot bedrijf: in 1928 werkten er 450 wolarbeiders. Het bedrijf groeide en verlegde ook zijn markt. Omdat particulieren steeds minder hun kousen en ondergoed breiden ging Scheepjeswol wol fabriceren voor het breien van bovenkleding. In de crisis van de jaren dertig kon de Nederlandse textielbedrijfstak zich handhaven dankzij  contingentering door de regering van de invoer van buitenlandse wollen stoffen. Vanaf 1936 werden ook industriegarens geproduceerd voor o.a. tricotfabrikanten. Hierdoor werd de afzet minder conjunctuurgevoelig. 

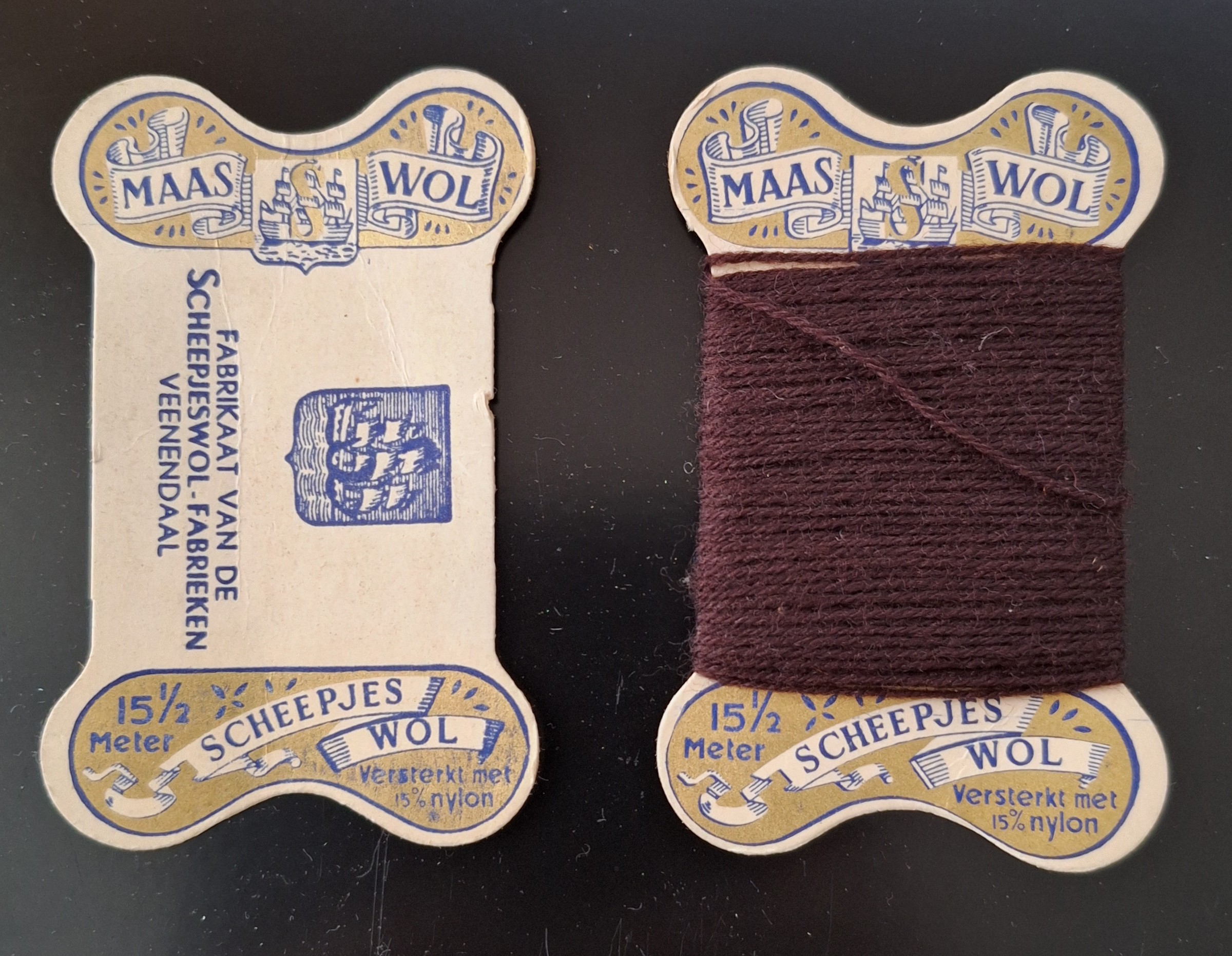
Maaswol (mazen is herstellen) voor klanten van Scheepjeswol

In 1936 overleed directeur Leinweber. Er kwamen drie nieuwe commissarissen (uit iedere staak één) en twee nieuwe directeuren (beide uit staak Struijk). Drs. W.A. Frederikse (organisch chemicus)(1901-1992) werd technisch directeur en mr. F.J. Callenbach (1898-1964) economisch directeur. Beide waren al staflid. 
Zakelijk gezien heeft Scheepjeswol de crisis bevredigend doorstaan. Maar in personeel opzicht was dat minder: in 1938 werden 37 medewerkers ontslagen in verband met de afgenomen werkgelegenheid.

### De Tweede Wereldoorlog, 1940-1945
De Duitsers eisten in 1940-’41 dat wol tegen kostprijs werd geleverd. In de loop van de oorlog moest het bedrijf grijsgroene garens produceren voor soldatenuniformen en textielgoederen leveren voor de civiele Duitse bevolking. 
Vanaf september 1944 werd een groot deel van de voorraden grondstoffen en producten gevorderd. Vanaf 12 september 1944, toen de elektriciteit werd afgesneden, lag de productie stil. Het machinepark bleef uiteindelijk vrijwel onbeschadigd. Daardoor kon de fabriek na de oorlog snel weer aan het werk.
Personeel van Scheepjeswol heeft deelgenomen aan de april-meistaking in 1943 die in Hengelo was begonnen. Aanleiding was het Duitse bevel dat legerofficieren zich als krijgsgevangen moesten melden. Bij het personeel van Scheepjeswol speelde ook mee de woede over het massaontslag in 1937. 
Tijdens de Tweede Wereldoorlog kreeg de familie-NV een kans die grote gevolgen heeft gehad voor het bedrijf. In 1943 liet directeur Frederikse de Bataafsche Petroleum Maatschappij onderzoeken of en hoe cholesterol geïsoleerd kon worden uit wolvet (lanoline). Bij toeval werd in 1944 ontdekt dat dit kon met behulp van calciumchloride.

### 1945-1949
Vanaf 1945 waren er binnen de NV twee fabrieken: de Chemische fabriek voor de verwerking van de lanoline en productie van cholesterol (in de wandeling de Vetfabriek genoemd) en de Wolfabriek. De Chemische fabriek leverde grondstoffen voor de farmaceutische en cosmetische industrie. In de jaren vijftig ging de Wolfabriek ook kunstvezels verwerken.
Vanaf 1949, bij het 150-jarig bestaan,  mocht Scheepjeswol het predicaat ‘Koninklijk’ voeren. 

## N.V. Koninklijke Veenendaalsche Sajet en Vijfschachtfabriek, v/h Weduwe D.S. van Schuppen & zoon, 1949 - 1987
In 1958-1959 werd de tegenstelling tussen de staken weer zichtbaar. Voor directeur Callenbach was de gang van zaken onoverkomelijk en hij nam in 1959 ontslag. 

### Beursgang in 1960
In 1960-’61 besloot de directie tot productiviteitsverhoging met verdere mechanisering. Daarvoor waren vergroting van de fabrieksgebouwen en moderne machines nodig. Er moest kapitaal verworven worden. De leiding koos daartoe voor een beursgang. Dat gebeurde op 5 december 1960. Dankzij prioriteitsaandelen hielden de drie staken invloed op de benoeming van directeuren en commissarissen.

### 1960-1987
Directeur Callenbach die in 1959 ontslag had genomen, werd in 1961 opgevolgd door een oomzegger van hem, mr. C.C.P. de Vries.  Frederikse vertrok in 1966.
Omdat Scheepjeswol een familiebedrijf was,  hechtten zowel commissarissen als directeuren grote waarde aan een behoorlijke dividenduitkering voor de familieleden.
Binnen de prioriteitsaandeelhouders hadden de drie staken verschillende visies. In 1967 werden de familiecommissarissen vervangen door drie neutrale commissarissen van wie iedere staak er één benoemde. De NV werd gereorganiseerd: de Wolfabriek en de Chemische fabriek werden juridisch èn economisch-commercieel van elkaar gescheiden; ze kregen ieder en eigen directeur. Daarboven stond één Raad van Commissarissen. Vanaf 1969 werden de prioriteitsaandelen ondergebracht in een stichting.
Door de mechanisering daalde het aantal werknemers in de 2de helft van de jaren zestig van 900 naar 600. Tussen 1964 en 1967 toonden de bedrijfsresultaten een dip. Dat de resultaten toch nog positief waren, was dankzij de Vetfabriek. Die werd in 1969 verkocht aan Philips Duphar.
In de tweede helft van de jaren zeventig nam de binnenlandse afzet snel af. Het bedrijf werd steeds meer afhankelijk van de afzetmogelijkheden binnen Europa. In Europa werd goedkope wol uit de Derde Wereld geïmporteerd. Binnen de EEG was er in 1977-’78 daardoor een overcapaciteit van 25% in kamgarenspinnerijen. De noodsituatie in de Nederlandse wolindustrie en de veranderingen op de wereldmarkt bleken structureel te zijn. In 1980 werd vastgesteld dat het niet goed meer ging met het bedrijf. De brand in 1984 werd de genadeklap. De productie stagneerde. Een reorganisatieplan was nog niet gemaakt toen het bedrijf failliet ging. Het werd in 1987 overgenomen door de Leidsche Wolspinnerij, ook in Veenendaal. Maar ook die ging failliet, in 1988.
In 1983 overleed directeur De Vries. Hij was de op één na laatste directeur die direct afstamde van de stichter Steven. van Schuppen. H.J.G. ten Kate, uit staak Struijk en directeur tussen 1982 en 1986, was de laatste.

## Wat is overgebleven?
- De gebouwen werden gesloopt in 1989. Op het terrein werden woningen en het winkelcentrum De Scheepjeshof gebouwd.
- De Chemische Fabriek bestaat nog steeds. Philips Duphar werd Solvay Duphar. Dit werd Solvay Pharmaceuticals Veenendaal B.V. In 2007 kwam de fabriek in handen van Dishman Netherlands B.V.
- Daarnaast is de Scheepjeswolharmonie blijven bestaand. In 1897 werd ze opgericht. Ze kreeg in 1991 nieuwe uniformen met hulp van de gemeente en het bedrijfsleven van Veenendaal. In 2021 werd de harmonie opgedoekt.
- Het merk Scheepjeswol ging in 2010 naar Firma de Bondt te Tynaarlo.